# Campionatul European de Volei Feminin din 1985
Campionatul European de Volei Feminin din 1985 a fost a paisprezecea ediție a Campionatului European de Volei organizată de CEV. A fost găzduită de Olanda din 29 septembrie până în 6 octombrie 1985. Orașele gazdă au fost Arnhem, Bevervijk, Entschede,  Leuwarden și Sittard. La turneu au participat 12 echipe naționale și victoria finală a revenit echipei Uniunii Sovietice pentru a unsprezecea oară.

## Echipe

### Calificate direct
- Țările de Jos - țară organizatoare
- RDG  - campioana ediției precedente
- Uniunea Sovietică - viceampioana ediției precedente
- Ungaria - locul 3 la ediția precedentă
- Bulgaria - locul 4 la ediția precedentă
- RFG - locul 5 la ediția precedentă

### Calificate în urma preliminariilor
- Cehoslovacia
- Franța
- Grecia
- Italia
- Polonia
- România

## Componența grupelor
| Grupa A - Bulgaria - Cehoslovacia - Grecia - RDG | Grupa B - Franța - RFG - Polonia - Uniunea Sovietică | Grupa C - Italia - Țările de Jos - România - Ungaria |  |

## Faza preliminară
| Calificare pentru turneul pentru locurile 1-6  |
| Calificare pentru turneul pentru locurile 7-12 |

### Grupa A -Bevervijk
| L | Echipa       | P | M | V | Î | SC | SP | Ratio | PP  | PÎ  | Ratio |
| - | ------------ | - | - | - | - | -- | -- | ----- | --- | --- | ----- |
| 1 | RDG          | 6 | 3 | 3 | 0 | 9  | 2  | 4,500 | 164 | 93  | 1,763 |
| 2 | Cehoslovacia | 5 | 3 | 2 | 1 | 7  | 4  | 1,750 | 143 | 115 | 1,243 |
| 3 | Bulgaria     | 4 | 3 | 1 | 2 | 5  | 6  | 0,833 | 130 | 132 | 0,985 |
| 4 | Grecia       | 3 | 3 | 0 | 3 | 0  | 9  | 0,000 | 38  | 135 | 0,281 |

### Grupa B -Entschede
| L | Echipa            | P | M | V | Î | SC | SP | Ratio | PP  | PÎ  | Ratio |
| - | ----------------- | - | - | - | - | -- | -- | ----- | --- | --- | ----- |
| 1 | Uniunea Sovietică | 6 | 3 | 3 | 0 | 9  | 1  | 9,000 | 141 | 71  | 1,986 |
| 2 | RFG               | 5 | 3 | 2 | 1 | 6  | 5  | 1,200 | 125 | 135 | 0,926 |
| 3 | Polonia           | 4 | 3 | 1 | 2 | 5  | 6  | 0,833 | 118 | 135 | 0,874 |
| 4 | Franța            | 3 | 3 | 0 | 3 | 1  | 9  | 0,111 | 106 | 149 | 0,711 |

### Grupa C -Leuwarden
| L | Echipa        | P | M | V | Î | SC | SP | Ratio | PP  | PÎ  | Ratio |
| - | ------------- | - | - | - | - | -- | -- | ----- | --- | --- | ----- |
| 1 | Țările de Jos | 5 | 3 | 2 | 1 | 6  | 3  | 2,000 | 123 | 103 | 1,194 |
| 2 | Italia        | 5 | 3 | 2 | 1 | 6  | 7  | 0,857 | 167 | 180 | 0,928 |
| 3 | România       | 4 | 3 | 1 | 2 | 6  | 6  | 1,000 | 154 | 155 | 0,994 |
| 4 | Ungaria       | 4 | 3 | 1 | 2 | 5  | 7  | 0,714 | 149 | 155 | 0,961 |

## Faza finală

### Grupa pentru locurile 1-6 -Arnhem
| L | Echipa            | P  | M | V | Î | SC | SP | Ratio | PP  | PÎ  | Ratio |
| - | ----------------- | -- | - | - | - | -- | -- | ----- | --- | --- | ----- |
| 1 | Uniunea Sovietică | 10 | 5 | 5 | 0 | 15 | 2  | 7,500 | 247 | 146 | 1,692 |
| 2 | RDG               | 9  | 5 | 4 | 1 | 12 | 5  | 2,400 | 236 | 168 | 1,405 |
| 3 | Țările de Jos     | 8  | 5 | 3 | 2 | 11 | 7  | 1,571 | 219 | 227 | 0,965 |
| 4 | Cehoslovacia      | 7  | 5 | 2 | 3 | 7  | 12 | 0,583 | 215 | 251 | 0,857 |
| 5 | Italia            | 6  | 5 | 1 | 4 | 4  | 13 | 0,308 | 173 | 240 | 0,721 |
| 6 | RFG               | 5  | 5 | 0 | 5 | 5  | 15 | 0,333 | 214 | 272 | 0,787 |

### Grupa pentru locurile 7-12 -Sittard
| L | Echipa   | P | M | V | Î | SC | SP | Ratio | PP  | PÎ  | Ratio |
| - | -------- | - | - | - | - | -- | -- | ----- | --- | --- | ----- |
| 1 | Polonia  | 9 | 5 | 4 | 1 | 12 | 3  | 4,000 | 210 | 149 | 1,409 |
| 2 | Franța   | 9 | 5 | 4 | 1 | 12 | 6  | 2,000 | 244 | 174 | 1,402 |
| 3 | Ungaria  | 9 | 5 | 4 | 1 | 12 | 6  | 2,000 | 228 | 202 | 1,129 |
| 4 | Bulgaria | 7 | 5 | 2 | 3 | 9  | 10 | 0,900 | 248 | 212 | 1,170 |
| 5 | România  | 6 | 5 | 1 | 4 | 7  | 12 | 0,583 | 183 | 232 | 0,789 |
| 6 | Grecia   | 5 | 5 | 0 | 5 | 0  | 15 | 0,000 | 81  | 225 | 0,360 |

## Clasamentul final
| Loc | Echipă            | Calificare pentru         |
| --- | ----------------- | ------------------------- |
| 1   | Uniunea Sovietică | Campionatul Mondial 1985  |
| 2   | RDG               | Campionatul European 1987 |
| 3   | Țările de Jos     | Campionatul European 1987 |
| 4.  | Cehoslovacia      |                           |
| 5.  | Italia            |                           |
| 6.  | RFG               |                           |
| 7.  | Polonia           |                           |
| 8.  | Franța            |                           |
| 9.  | Ungaria           |                           |
| 10. | Bulgaria          |                           |
| 11. | România           |                           |
| 12. | Grecia            |                           |

| Campionatul European de Volei feminin din 1985 Uniunea Sovietică Al unsprezecelea titlu |